# 夢みる太陽
『夢みる太陽』（ゆめみるたいよう）は、高野苺による日本の漫画作品。『別冊マーガレット』（集英社）2007年11月号から2011年9月号まで連載された。単行本はマーガレットコミックス（集英社）から全10巻、ACTION COMICS（双葉社）から新装版として全10巻。

## あらすじ
3年前に母親を亡くしたしま奈は、家に居場所を感じられなくなり家出をした。途中、公園で倒れていた着物姿のおじさん（?）と遭遇し、住む所を紹介してもらう。しかし、住むためには出された条件を満たさなければならなくなる。その条件とは……。

## 登場人物
※声優はVOMICでの配役。
亀戸 しま奈（かめこ しまな）
声 - 高本めぐみ
主人公。高校2年生。母親は、しま奈が中一の時に交通事故で他界し、父親と義母と腹違いの弟の4人で暮らしていた。家出をするも、虎が仲裁に入った事で両親とも和解する。自分の名前が嫌いで、友達には「カメ子」と呼ばれている。朝陽に一目惚れするも、まなみの事情を知り自ら身を引くことにした。大家の虎と付き合っている。髪の毛がいつもおしゃれ。 美紅いわく、犬に例えるとポメラニアン。後に虎と結婚する。5月18日生まれ。
虎（たいが）／藤原 太陽（ふじわら たいよう）
声 - 森田成一
しま奈たちが住む家の大家。21歳。職業は検察官。常に着物を着ている。基本的に手ぶらだが、仕事に出かける際にリュックを背負っている場面も見られる。好きな食べ物はお好み焼きで、焼き方にも相当なこだわりがあるらしく、しま奈の歓迎会の時には、自ら焼いたお好み焼きを｢芸術｣とまで言っていた。酒癖が悪いらしく、それが理由で締め出されて公園で一晩明かした後、しま奈が倒れている彼を蹴ったのがきっかけで知り合う。あまりのひどさに現在は規制されている。女嫌い。夢は学校の先生になることだったが、父親から検察官になることを強要されて諦めている。コーヒーが飲めない。しま奈と付き合っている。父親の不倫により朝陽と異母兄弟。後に福岡に転勤するが、2年後にしま奈と結婚する。3月22日生まれ。
中城 善（なかじょう ぜん）
声 - 鈴村健一
カンフーマニア。パンダが大好きで、いつもマスコットを持ち歩いている（名前は善善）。部屋の中もパンダ一色。1年生の時にしま奈と同じクラスであったが2年生では別のクラスになった。しま奈とは敵同士だったが、あるきっかけで彼女に惚れてしまう。最初はそれがなんなのか分からないでいた。現在はサエコと付き合っている。髪型はやや右に傾いている。髪は常にセットしているが、どうしても寝癖と間違われてしまう。マンガ家になることが夢だが、投稿しようとしていた作品を、しま奈に「おもしろくない」と言われ落ち込む。しま奈がおもしろいと言った漫画を投稿し、2年後にジャンプで連載する。なんだかんだ言ってしま奈のことが好きである。トマトが嫌い。美紅いわく、犬に例えると柴犬。5月20日生まれ。
龍ヶ江 朝陽（たつがえ あさひ）
声 - 寺島拓篤
高校3年生。しま奈の想い人だった人。温厚で思いやりのある性格で、何かとしま奈の事を気づかってくれている。まなみのことが好きだが、ある事情で結ばれないでいる。しま奈にまなみのことで協力してもらったので、しま奈の恋を応援したいと思っている。学校では黒髪で眼鏡を掛けていて、全体的に暗い。風紀委員をやっている。将来の夢は弁護士。常にネクタイを身につけていて、お風呂上りでもつけている。美紅いわく、犬に例えるとボルゾイ。まなみと異父姉弟で大家の虎とは異母兄弟。
早乙女 美紅（さおとめ みく）
27歳。しま奈たちが住む家の元住人。旦那と2人で暮らしていたが、半年前に離婚して使わなくなったので虎に貸し出す事に。虎の事が好きで、アピールするも彼が女嫌いなため相手にされない。美人でスタイルが良い。明朗快活で面倒見の良い姉御肌タイプ。そのためしま奈に慕われている。実家は金持ち。人を犬に例える癖がある。実は虎の元家庭教師。
中城 拳（なかじょう けん）
善の兄。虎の高校の同級生。彼女と喧嘩して家を追い出されたため、しま奈たちの家に泊めてもらいに来たことも。ボクシングをやっていて、世界チャンピオンを目指していたが、とび職の父が倒れたのをきっかけに家のためにやめてしまった。虎の女嫌いを直してやるためにしま奈と虎をくっつけようとしている。
河野 玲（こうの れい）
拳の恋人。虎の高校の同級生。高校時代の一時期、虎のことが好きだった。
長浜 まなみ（ながはま まなみ）
朝陽の幼馴染。容姿端麗でスタイルも良い。ある事情で現在はニューヨークへ住んでいる。風紀委員をやっていた。朝陽が好きだが、異父姉弟。
三浦 直樹（みうらなおき）
虎の高校の同級生。警察官をしている。本人は笑っているつもりだが引きつっている。しま奈と虎のことには反対。いつもしま奈の名前を間違える。
中川 先生（なかがわせんせい）
虎の高校時代の元彼女。名前は不明。虎の高校卒業の際に別の人と結婚したが、その後離婚している。一児の母。
三浦 秀次郎（みうら しゅうじろう）
直樹の従兄弟。しま奈や善と同い年。女好き。
志穂（しほ）
虎や直樹の高校の同級生。直樹に片想いしている。高校生の時に他の男にしつこく言い寄られていたところを直樹に助けてもらうが、その際に直樹とすれ違いが起こり、直後に交通事故に遭う。それ以来直樹は花を持って志穂のところへお見舞いに行っている。

## 書誌情報
- 高野苺 『夢みる太陽』 集英社 〈マーガレットコミックス〉、全10巻
  1. 2008年3月25日発売[2]、『別冊マーガレット』2007年11月号 - 2008年2月号、ISBN 978-4-08-846281-3
    - ♡（ハート）のトマト（『別冊マーガレット』2006年8月1日増刊号『ラブ★コン スペシャル』）
    - バンビの手紙〜バンビと一週間〜（描き下ろし）

  2. 2008年9月25日発売[3]、『別冊マーガレット』2008年3月号 - 7月号、ISBN 978-4-08-846336-0
    - バンビの手紙〜凛子と一週間〜（描き下ろし）

  3. 2009年3月25日発売[4]、『別冊マーガレット』2008年8月号 - 12月号、ISBN 978-4-08-846395-7
    - バンビの手紙〜告白〜（描き下ろし）

  4. 2009年8月25日発売[5]、『別冊マーガレット』2009年1月号 - 4月号、ISBN 978-4-08-846436-7
    - 番外編 夢みる太陽〜green〜（『デラックスマーガレット』2009年3月号）
    - バンビの手紙〜最後の日〜（描き下ろし）

  5. 2009年12月25日発売[6]、『別冊マーガレット』2009年5月号 - 9月号、ISBN 978-4-08-846479-4
    - 番外編 夢みる太陽 20.5Th DOOR（『デラックスマーガレット』2009年7月号）

  6. 2010年4月23日発売[7]、『別冊マーガレット』2009年10月号 - 2010年2月号、ISBN 978-4-08-846516-6
    - バンビの手紙〜バンビの手紙〜（描き下ろし）

  7. 2010年9月24日発売[8]、『別冊マーガレット』2010年3月号 - 6月号、ISBN 978-4-08-846569-2
    - 番外編 夢見る太陽〜monologue〜（『別冊マーガレット』2010年2月号別冊とじこみふろく）
    - バンビの手紙〜とりあえず…〜（描き下ろし）

  8. 2011年1月25日発売[9]、『別冊マーガレット』2010年7月号 - 11月号、ISBN 978-4-08-846618-7
    - バンビの手紙〜かくしごと〜（描き下ろし）

  9. 2011年5月25日発売[10]、『別冊マーガレット』2010年12月号 - 2011年4月号、ISBN 978-4-08-846655-2
    - バンビの手紙〜告白(2)〜（描き下ろし）

  10. 2011年11月25日発売[11]、『別冊マーガレット』2011年5月号 - 9月号[1]、ISBN 978-4-08-846721-4
    - 番外編 夢みる太陽（『別冊マーガレット』2011年12月号別冊ふろく『別マex「クリスマス」』[12]、『別冊マーガレットsister』2011年9月増刊号[13]）
    - バンビの手紙〜last letter〜（描き下ろし）
- 高野苺 『夢みる太陽』 双葉社 〈ACTION COMICS〉、全10巻
  1. 2015年12月12日発売[14]、ISBN 978-4-575-84727-7
  2. 2015年12月12日発売[15]、ISBN 978-4-575-84728-4
  3. 2016年2月12日発売[16]、ISBN 978-4-575-84739-0
  4. 2016年4月28日発売[17]、ISBN 978-4-575-84751-2
  5. 2016年6月28日発売[18]、ISBN 978-4-575-84814-4
  6. 2016年8月27日発売[19]、ISBN 978-4-575-84839-7
  7. 2016年10月28日発売[20]、ISBN 978-4-575-84868-7
  8. 2016年12月28日発売[21]、ISBN 978-4-575-84902-8
  9. 2017年2月28日発売[22]、ISBN 978-4-575-84931-8
  10. 2017年4月28日発売[23]、ISBN 978-4-575-84962-2

### アンソロジー
- 東日本大震災チャリティー漫画本 PARTY! HANA[注 2][24]（2011年8月5日発売[25]、メディアパル、ISBN 978-4-89610-201-7）
  - 夢みる太陽+春色アストロノート[26]（描き下ろし）

### ノベライズ
- 高野苺(原作・イラスト)、時海結以(著) 『夢みる太陽』 双葉社 〈双葉社ジュニア文庫〉、全4巻
  1. 2018年11月22日発売[27]、ISBN 978-4-575-24132-7
  2. 2019年3月22日発売[28]、ISBN 978-4-575-24159-4
  3. 2019年7月19日発売[29]、ISBN 978-4-575-24168-6
  4. 2019年11月22日発売[30]、ISBN 978-4-575-24229-4